# Tripundanske svečanosti i kolo sv. Tripuna – tradicije bokeljskih Hrvata u Hrvatskoj
Tripundanske svečanosti i kolo sv. Tripuna – tradicije bokeljskih Hrvata u Hrvatskoj, zaštićeno kulturno dobro Republike Hrvatske.

## Opis dobra
Vrijeme nastanka je u rasponu od 19. do 21. stoljeća. Tripundanske svečanosti i kolo sv. Tripuna – tradicije bokeljskih Hrvata u Hrvatskoj kulturna su baština koju su bokeljski Hrvati doseljavanjem iz Boke kotorske, danas u državi Crnoj Gori, prenijeli u Hrvatsku. Zajednica Bokelja u Hrvatskoj vezana je uz tradiciju poznatih pomoraca i cehovskog udruženja Bokeljske mornarice, bratovštine mediteranskog tipa. Bokelji u Hrvatskoj danas čine brojnu zajednicu organiziranu u bratovštine koje su ujedinjene nazivom „Hrvatska bratovština Bokeljska mornarica 809“, a djeluju u Zagrebu, Rijeci, Puli, Splitu i Dubrovniku. Trenutno u Hrvatskoj živi peta i šesta generacija Bokelja koji baštine tradiciju Bokeljske mornarice na teritoriju Republike Hrvatske upravo u aktivnostima bratovština. Svoju tradicijsku baštinu smatraju nezaobilaznim dijelom identiteta pa se zato okupljaju i slave sveca zaštitnika – svetoga Tripuna. Blagdan obilježavaju odlaskom na katoličko misno slavlje i izvedbom kola u svim središtima bratovština u Hrvatskoj. Svetom Tripunu posvetili su i posebno kolo koje se po predaji prvi put plesalo prilikom dolaska relikvija svetog Tripuna u Kotor 809. g. u čast zaštitnika, pa se ono naziva kolom svetog Tripuna. Često se koristi i naziv kolo Bokeljske mornarice jer ga izvode samo Odredi Bokeljske mornarice. Bokelji se okupljaju svake godine za proslavu sv. Tripuna oko dvaju središnjih događanja. To su Tripundan (3. veljače) i „Bokeljska večer“, s tradicionalnim balom koji se u svakom od gradova u kojima Bokeljska mornarica djeluje održava u različito vrijeme. Ta okupljanja zajedno s kulturnim događanjima (izložbe, koncerti, predavanja i sl.) koje tim povodom bratovštine organiziraju, a odnose se na predstavljanje kulturne baštine Bokelja hrvatskoj javnosti, čine cjelinu koju Bokelji nazivaju Tripundanskim svečanostima. U prenošenju kulturnih vrijednosti Bokelja osobito je važna uloga Malog admirala, dječaka od 7 do 10 godina, kojeg bratovštine biraju njegujući tradicije u obitelji. Mali admiral izgovara lode sv. Tripunu (zahtjevan tekst upućen sv. Tripunu) uz crkvene tripundanske proslave i tijekom bokeljske večeri. Svi Odredi imaju Malog admirala, čiji je izbor izuzetna čast dječaku. Tripundanske svečanosti i kolo sv. Tripuna – tradicije bokeljskih Hrvata u Hrvatskoj kao nematerijalno kulturno dobro – simboličko je mjesto opstojnosti zajednice Bokelja u Hrvatskoj koje ispunjava duhovni prostor bokeljskog zajedništva.

## Smještaj kulturnog dobra
Smještaj kulturnog dobra: Zagreb, Rijeka, Pula, Split, Dubrovnik.

## Zaštita
Pod oznakom Z-6572 zavedene su pod vrstom "nematerijalna kulturna baština", pravna statusa zaštićena kulturnog dobra, klasificirano kao "običaji, obredi i svečanosti".
Od 2022. Festival je na UNESO-vom popisu svjetske nematerijalne kulturne baštine.